# سيميون تيموشينكو
المارشال سيميون قنسطنطينوفيتش تيموشينكو (بالروسية: Семён Константи́нович Тимоше́нко؛ بالأوكرانية: Семе́н Костянти́нович Тимоше́нко) من مواليد 18 فبراير 1895 (بحسب التقويم الجديد أو 6 فبراير 1895 بحسب التقويم القديم) وتوفي 31 مارس 1970، قائد عسكري أوكراني وضابط متمرس من ضباط الجيش الأحمر شارك في الحرب الوطنية العظمى مع بداية الغزو الألماني للاتحاد السوفيتي عام 1941.

## وصلات خارجية
- سيميون تيموشينكو على موقع الموسوعة البريطانية (الإنجليزية)
- سيميون تيموشينكو على موقع مونزينجر (الألمانية)
- بورتريه للمارشال تيموشينكو من الأرشيف الوطني للمملكة المتحدة

| سبقه كليمنت فوروشيلوف | مفوض الشعب لوزارة دفاع الاتحاد السوفيتي 1940–1941 | تبعه جوزيف ستالين |